# La bagnante con il cane grifone
La bagnante con il cane grifone, o Bagnante con grifone (in francese Baigneuse avec un griffon; in portoghese A banhista e o cão griffon), è un olio su tela del maestro francese Pierre-Auguste Renoir, esposto al Salone di Parigi del 1870. L'opera fa parte delle collezioni del museo d'arte di San Paolo, in Brasile.

## Storia e descrizione
Inizialmente i giovani impressionisti non esitarono a cercare il successo presentando le loro opere al prestigioso Salone ufficiale, ricevendo spesso il rifiuto da parte della giuria, che riteneva le loro opere impresentabili. La questione arrivò al punto che nel 1863 nacque il Salone parallelo per gli artisti rifiutati, dove venne esposta l'opera Colazione sull'erba, di Manet, un vero e proprio manifesto di questi nuovi pittori.
Renoir voleva avere successo al Salone e, dopo vari tentativi, nel 1870 venne accettata la sua Bagnante con il cane grifone, un'opera che egli concepì proprio per essere esposta al Salone, puntando verso il classicismo che i membri della giuria ammiravano tanto. L'opera ricorda pertanto le Veneri tizianesche, e anche la pittura galante settecentesca nella figura del cagnolino, nell'ambientazione e nella donna in secondo piano che guarda la giovane borghese che si è svestita per farsi un bagno in un angolo discreto di un fiume, coprendosi pudicamente i genitali con una mano.
Non vi è nulla di impressionista nella luce e nella figura, ricevendo delle critiche a suo favore per i suoi richiami corotiani e curbettiani. Assieme a quest'opera il pittore espose anche un'Odalisca, o Donna di Algeri, erede dell'orientalismo di Delacroix. La modella di entrambe le opere fu Lise Tréhot, che allora era l'amante del pittore.